# Skype for Business
Скайп для бізнесу (англ. Skype for Business, раніше відомий як Microsoft Office Communicator і Microsoft Lync) — комунікаційна програма-клієнт, що дозволяє користувачам спілкуватися один з одним в реальному часі, використовуючи різні види комунікацій: миттєві повідомлення, відео- і голосовий зв'язок, спільний доступ до робочого столу, конференції, передачу файлів. Серверна частина — Skype for Business Server. Версія для браузерів — Skype for Business Online (доступна з Microsoft Office 365).

## Історія
Microsoft представила Office Communicator 2007 28 липня 2007 року та запустила його 27 жовтня 2007 року. 19 березня 2009 року вийшов Office Communicator 2007 R2. 25 січня 2011 року Microsoft випустила наступника Office Communicator — Lync 2010. Версія для ПК з усіма функціями була доступна на ОС Windows 7, Windows Vista або Windows XP з оновленнями Service Pack 2 або пізнішими. У грудні 2011 року Lync 2010 став доступним для мобільних платформ Windows Phone, Android та iOS. Наступниками Lync 2010 стали Lync та Lync Server 2013, які були випущені 2012 року.
11 листопада 2014 року Microsoft оголосила, що Lync буде замінений Skype for Business 2015 року та поєднає в собі функції Lync та Skype. У квітні 2015 року був вперше випущений Skype for Business. 22 вересня 2015 разом з Office 2016 став доступний також Skype for Business 2016. 27 жовтня 2016 року Microsoft випустила версію застосунку для Mac.
25 вересня 2017 року корпорація Майкрософт повідомила, що новий додаток Microsoft Teams створений для заміни Скайп для бізнесу.